# ネリー・メルバ

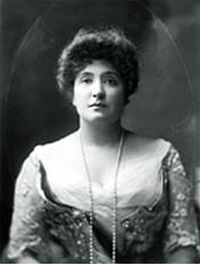
「メルバの肖像写真」ヘンリー・ウォルター・バーネット(Henry Walter Barnett)撮影。

ネリー・メルバ（Nellie Melba、1861年5月19日 - 1931年2月23日）は、当時イギリス領であったオーストラリア出身のオペラ歌手、ソプラノ。ヘレン・"ネリー"・ポーター・ミッチェル (Helen "Nellie" Porter Mitchell) として生まれ、後に勲爵位を与えられてからは、尊称（デイム）を付してデイム・ネリー・メルバ (Dame Nellie Melba, GBE) と呼ばれた。メルバは、ヴィクトリア朝後期から20世紀はじめにかけて、最も有名な歌手のひとりであった。また、クラシック音楽の音楽家として国際的な名声を得た、最初のオーストラリア人であった。
メルバはメルボルンで声楽を学び、地元オーストラリアでそこそこの成功を収めた。その後、結婚したが、すぐに離婚し、歌手としての活躍の場を求めてヨーロッパに渡った。1886年、ロンドンで仕事を得られなかったメルバは、パリに移って声楽を学び直し、やがてパリやブリュッセルで大成功を収めた。ロンドンに戻ったメルバは、1888年から、コヴェント・ガーデンのロイヤル・オペラ・ハウスで主演のリリック・ソプラノを務めるようになった。程なくして、メルバは、パリでも、ヨーロッパ各地でも更に大きく成功し、また後にはニューヨークのメトロポリタン・オペラにも1893年にデビューし、大成功を収めた。メルバのレパートリーは狭く、キャリアを通して25ほどの役しか演じなかったし、特に頻繁に演じたのは10役に過ぎなかった。オペラでも、特にフランスやイタリアの作品を得意とし、ドイツ・オペラはほとんど歌わなかった。
第一次世界大戦のあいだ、メルバは戦争関係のチャリティ活動を行ない巨額の資金を集めた。20世紀になってからは、母国オーストラリアにもしばしば帰国して、オペラやコンサートに出演し、メルボルン近郊に家を建てた。メルバは、メルボルンの音楽院(Melbourne Conservatorium)において、後進の指導にも活躍した。メルバは、死の直前の数か月にも歌い続け、「お別れ」の出演機会は伝説的な回数になった。彼女がオーストラリアで死去した際には、英語圏全体でニュースとなり、葬儀は大きな国民的行事となった。

## 生涯

### 生い立ち
メルバは、ビクトリア植民地（現在のビクトリア州）リッチモンド(Richmond)で、父デイヴィッド・ミッチェルとその妻である母イザベラ(Isabella)、旧姓ドーン(Dorn)の間に最初の子どもとして生まれ、後に弟妹が次々と生まれて7人兄弟の長子となった。父はスコットランド人で、1852年にオーストラリアへ移住し、当地で建設業者として成功しつつあった。メルバは、地元の寄宿学校で教育を受け、メルボルンのプレスビテリアン・レディース・カレッジ(Presbyterian Ladies' College)に進んだ。メルバは、マヌエル・ガルシア(Manuel García)の弟子だったメアリ・エレン・クリスチャン(Mary Ellen Christian)や、メルボルンで音楽教師として尊敬を集めていたイタリア人テノール、ピエトロ・チェッキ(Pietro Cecchi)に声楽を習った。十代の頃のメルバは、メルボルン市内や近郊のアマチュア・コンサートに歌手として出演し続けながら、教会でのオルガン演奏も行なっていた。メルバの父は、彼女が音楽を勉強することは奨励したが、歌手を職業とすることには強く反対した。1880年、母が急逝した後、メルバはクイーンズランドに移った。
1882年12月、メルバは、サー・アンドリュー・アームストロング(Sir Andrew Armstrong)の一番下の息子であったチャールズ・ネスビット・フレデリック・アームストロング（Charles Nesbitt Frederick Armstrong、1858年 - 1948年）と結婚した。夫妻の間には、ひとり息子ジョージ(George)が、1883年に生まれた。しかし、この結婚は長続きしなかった。チャールズは一度ならず妻メルバを殴打したと伝えられている。結婚後1年あまりで2人は離婚し、メルバは歌手として生きることを決意してメルボルンに戻り、プロの声楽家として1884年にコンサートにデビューした。地元での成功を得たメルバは、機会を求めてロンドンに渡った。。1886年、プリンシズ・ホール(Princes' Hall)でのデビューは、ほとんど反響がなく、サー・アーサー・サリヴァン、カール・ローザ、オーガスタス・ハリスらに売り込みをしたものの仕事を得ることはできなかった。そこでメルバは、高名な声楽教師であった マチルデ・マルケージの下で学ぶべく、パリへ移った。マルケージはたちまちこの若い歌手の素質を見抜き、「遂にスターを見つけたわ!」と叫んだという。メルバはめきめきと実力を伸ばし、この年12月にマルケージの家で行なわれたmatinée musicaleにおいて、アンブロワーズ・トマの『ハムレット』からの曲「Mad Scene」を、作曲者トマが臨席する場で歌うことを許された。
若きメルバの才能は目覚ましく、マルケージの下で1年足らず学んだ後、興行主モーリス・ストラコシュ(Maurice Strakosch)から10年契約が申し込まれた。メルバがこの契約に署名した後になってから、ブリュッセルのモネ劇場（ベルギー王立歌劇場）から、より条件の良い話が舞い込んだ。しかし、ストラコシュは契約解除に応じなかった。メルバは絶望に打ちひしがれたが、この問題はストラコシュの急死によって雲散霧消した。1887年10月12日、メルバはモネ劇場の『リゴレット』ジルダ役で、オペラ・デビューを果たした。批評家ハーマン・クレイン(Herman Klein)は、メルバのジルダについて「最も強烈な部類の、たちまちの大成功であり…その数日後には、『椿姫』のヴィオレッタ役がこれに続いた」と評した。このときから、マルケージの助言を受け入れたメルバは、出身地メルボルン (Melbourne) の名を縮めた芸名「メルバ (Melba)」を名乗るようになった。

### ロンドン、パリ、ニューヨークでのデビュー
1888年5月、メルバはコヴェント・ガーデンのロイヤル・オペラ・ハウスにおけるデビューを、『ランメルモールのルチア』の主役で飾った。この時の評判は好意的だったものの絶賛というわけではなかった。『ミュージカル・タイムズ』誌は、「マダム・メルバは達者な声楽家で、明るいソプラノをまことに上手に表現していたが、詩的な舞台で偉大な存在となるのに不可欠な個性的魅力に欠けたところがある」と評した。当時、ロイヤル・オペラの責任者だったオーガスタス・ハリスは、続くシーズンの演目であった『仮面舞踏会』では、大役ではない小姓オスカルをメルバに配役した。メルバは二度と戻るまいと決心してイングランドを離れた。翌年、パリのオペラ座で『ハムレット』のオフェリを演じ、『タイムズ』紙はこれを「すばらしい成功」と評し、「マダム・メルバは、自在にあやつることができる声の持ち主であり、...その演技は表現力豊かで、胸を打つものであった」と報じた。
メルバは、ロンドンでも、コヴェント・ガーデンにおいて重きをなしていたグレイ伯爵夫人（当時の Lady de Grey、後に Marchioness of Ripon となるConstance Gwladys）という、以前より強力な支援者を得た。メルバはロンドンに戻るよう説得され、ハリスは1889年6月の『ロメオとジュリエット』で、メルバをジャン・ド・レスケ(Jean de Reszke)と共演させた。後にメルバは、「私がロンドンで成功した日は、ほかでもないあの1889年6月15日でした」と回想している。このロンドンでの成功の後、メルバはパリに戻り、『ハムレット』のオフェリ、『ランメルモールのルチア』のルチア、『リゴレット』のジルダ、『ファウスト』のマルグリート、『ロメオとジュリエット』のジュリエットを演じた。フランス語で書かれたオペラ作品では、メルバはうまく発音ができなかったが、作曲家レオ・ドリーブは、（自作『ラクメ』を）彼女が歌うならフランス語だろうとイタリア語だろうと、ドイツ語、英語、中国語など何であっても構いはしない、と言ったと伝えられている。

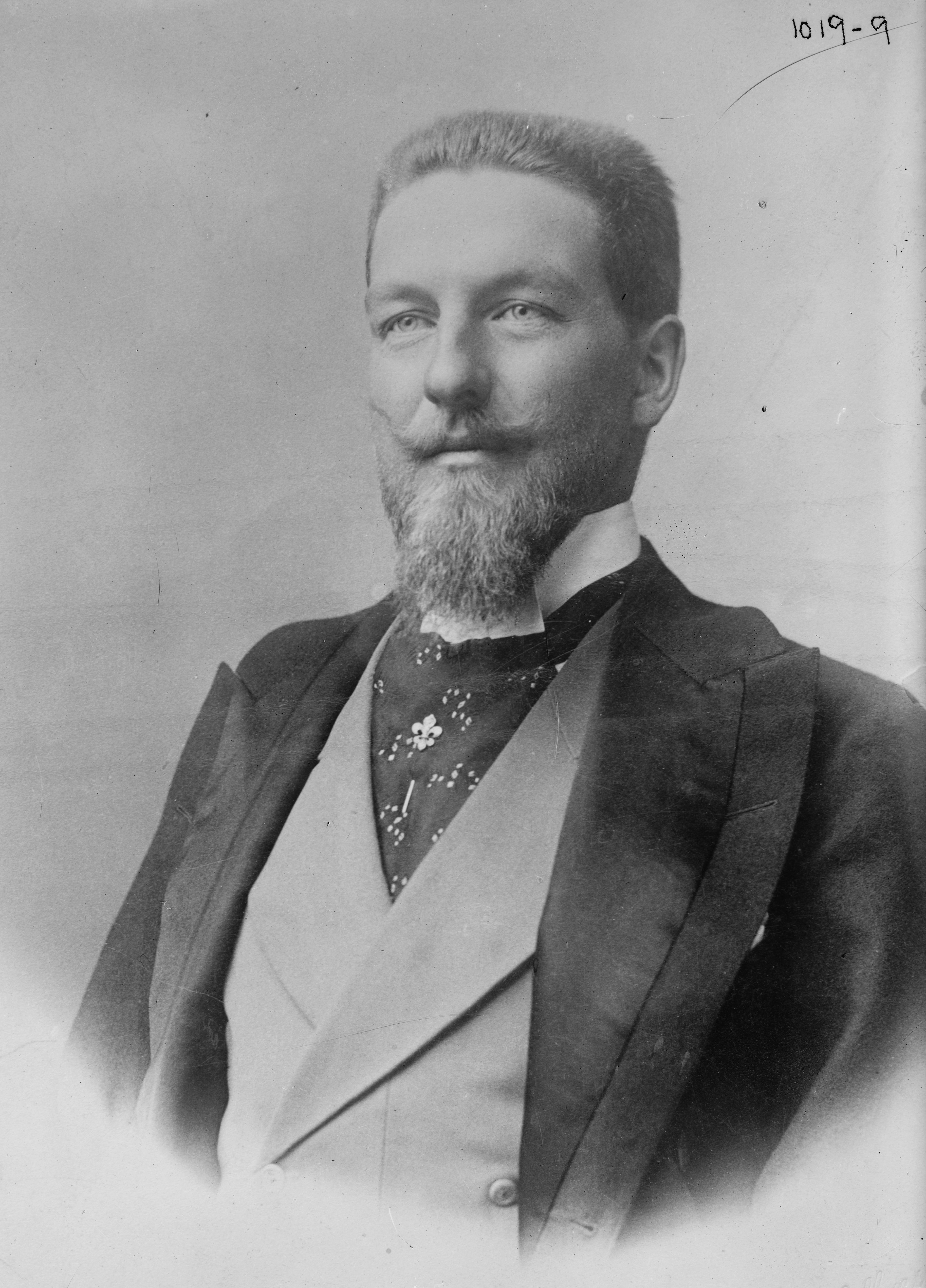
オルレアン公フィリップ

1890年代はじめ、メルバはオルレアン公フィリップと関係を持つようになった。2人はロンドンで一緒にいるところをしばしば目撃され、ゴシップの種になったが、その後メルバがヨーロッパを横断してロシアのサンクトペテルブルクで皇帝ニコライ2世の御前演奏に向かった際には、オルレアン公が彼女の後を追い、途中のパリ、ブリュッセル、ウィーンとサンクトペテルブルクで、一緒にいる2人が目撃されて疑いはいよいよ高まった。メルバの夫アームストロングは、メルバが姦通を犯し、相手はオルレアン公である、として離婚訴訟を起こしたが、最終的には説得されて訴えを取り下げた。オルレアン公はほとぼりを冷ますため、2年ほどアフリカ旅行に（メルバを伴うことなく）赴くことを決めた。公とメルバの関係は、そのまま立ち消えとなった。1890年代前半、メルバは、ミラノのスカラ座、ベルリンのクロル歌劇場（Kroll Opera House）、ウィーン国立歌劇場など、ヨーロッパの主だった歌劇場（オペラ・ハウス）に出演した。
メルバは1893年にコヴェント・ガーデンで『道化師』のネッダを演じたが、これはこの作品のイタリア初演の直後のことであった。作曲したルッジェーロ・レオンカヴァッロもこの上演を見ており、これまでこれほど素晴らしく上演されたことはない、と評したと伝えられた。同年12月、メルバはニューヨークのメトロポリタン歌劇場の舞台に初めて立った。コヴェント・ガーデンでのデビューの時と同じように、メルバは『ランメルモールのルチア』を演じ、これまたコヴェント・ガーデンと同じように、評判は今ひとつだった。『ニューヨーク・タイムズ』は、メルバを賞賛して「人間の喉から発せられたものとしては、もっとも愛らしい声のひとつ…ただただ満ち足りた、豊かで純粋な甘美さを感じさせる」と評しながら、この作品はもはや時代遅れで、足を運んだ観客も少なかったと報じた。この年のシーズン後半に上演された『ロメオとジュリエット』への出演は大成功となり、メルバはアデリーナ・パッティの跡を継ぐ当時最高のプリマ・ドンナとしての名声を確立した。メルバは当初、メトロポリタン歌劇場の頑迷な上流気取りに当惑した。文学者ピーター・コンラッドは、「ロンドンでは王族と親しく接していたメルバも、ニューヨークでは歌う奉公人に過ぎなかった」と記した。批評家たちから好評を得たメルバは、社会的名声を求め、それを手に入れた。

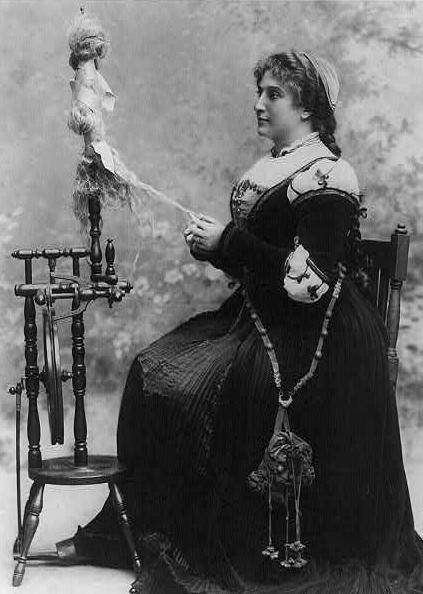
『ファウスト』のマルグリートに扮したメルバ

1890年代から、メルバはコヴェント・ガーデンで幅広く様々な役を演じるようになったが、その大部分はリリック・ソプラノの役だったが、より重い役も含まれていた。メルバは、エルマン・ベンベルグ(Herman Bemberg)の『Elaine』や、アーサー・ゴーリング・トーマスの『Esmeralda』で主役を演じた。イタリア語のオペラの役としては、『リゴレット』のジルダ、『アイーダ』の主役アイーダ、『オテロ』のデズデーモナ、マスカーニの『ランツァウ家の人々 (I Rantzau)』のルイーザ、『道化師』のネッダ、『セビリアの理髪師』のロジーナ、『椿姫』のヴィオレッタ、『ラ・ボエーム』のミミなどを演じた。フランス語のオペラの役としては、『ロメオとジュリエット』のジュリエット、『ファウスト』のマルグリート、『ユグノー教徒』のマルグリット・ド・ヴァロワ、メルバのために書かれた役とされるサン＝サーンスの『エレーヌ ( Hélène)』の主人公エレーヌ、『カルメン』のミカエラがあった。
メルバが、脇役に過ぎないミカエラ役を演じたことについては、驚きを表明した文筆家もいた。主役のカルメンは、声の質がコントラルトやメヅォソプラノまたはドラマチックソプラノの歌手に向けられて造られていたため、あえて声の質が合うミカエラの役を演じる事となった筈である。メルバはこの役を何度も演じ、回顧録でも「いったい何で、プリマ・ドンナは脇役を歌っちゃいけないのか、その頃も分からなかったし、今でもさっぱり分からない。こんな芸術がらみの気取りなんて大嫌い」と述べている。メルバはミカエラ役を、主役カルメンをエマ・カルヴェ(Emma Calvé)や、ゼリー・デ＝ルサン(Zélie de Lussan)、マリア・ガイ(Maria Gay)がそれぞれ演じる舞台で務めた。『ユグノー教徒』のマルグリット・ド・ヴァロワも主役ではないが、メルバは主役ヴァランティーヌを演じたエマ・アルバーニに次ぐ「セコンダ・ドンナ」を進んで務めた。メルバは、自分のお気に入りの役で競合しない歌手たちには気前良く支援をしていたが、メルバの伝記を著した J・B・スティーン(J. B. Steane)の言葉を借りれば、ほかのリリック・ソプラノ歌手たちには「病的なまでに批判的 (pathologically critical)」であったという。
メルバは、ワーグナー作品の歌手としては有名ではなかったが、『ローエングリン』のエルザや、『タンホイザー』のエリーザベトは、しばしば演じていた。こうした役どころでもメルバは一定の評価を得ていたが、クラインはこうした役はメルバに適していなかったと評しており、ジョージ・バーナード・ショーも、メルバの歌い方には優れた技術があり、芸術的であるが、知性に欠けていると考えていた。メルバは1896年に、メトロポリタン・オペラで『ジークフリート』のブリュンヒルデを演じたが、これは成功しなかった。メルバがメトロポリタン歌劇場で最も頻繁に演じたのは、作曲者グノーの指導の下で学んだ『ファウスト』のマルグリートであった。メルバはモーツァルトのオペラを歌うことはまったくなかったが、モーツァルト作品こそ彼女の声が理想的だと考える者もいた。メルバのレパートリーは、その経歴を通して25役しかなく、『タイムズ』紙の訃報には、「そのうち10役程度だけが、メルバのものとして思い出されることだろう」と記された
メルバとアームストロングの婚姻関係は、2人が息子を連れて合衆国へ移った後、1900年にテキサス州でアームストロングがメルバを離縁して終わった。

### 20世紀
今や英米でトップ・スターとしての地位を確立したメルバは、1902年から翌1903年にかけて、はじめてコンサート・ツアーのためにオーストラリアへ帰還し、さらにニュージーランドでもツアーを行った。ツアーの収益はかつてないほどの規模に達した。その後も、メルバは、同様のツアーを引退するまでにさらに4回行なった。イギリスでは、メルバはプッチーニの『ラ・ボエーム』の普及に貢献した。1899年には、プッチーニ直々の指導を受けて、ミミ役を初めて歌った。この「新しい、卑俗なオペラ」に対してコヴェント・ガーデンの経営陣が示した否定的姿勢に真っ向から立ち向かい、この作品をさらに上演すべきであると強く主張した。メルバの主張の正しさは、聴衆がこの作品を熱烈に支持したことによって明らかになり、さらに、後々までコヴェント・ガーデンで永く共演することになるエンリコ・カルーソーとの初共演が1902年に実現したことによって、不動のものとなった。1907年には、オスカー・ハマースタイン1世が経営するニューヨークの歌劇場で、ミミ役を演じ、興行に必要とされていた弾みをつけた。1880年代にブリュッセルやパリで最初の成功を収めて以降、メルバは大陸ヨーロッパ諸国においては出演機会に恵まれておらず、もっぱら英語圏諸国だけが心から彼女を歓迎していた。
メルバはコヴェント・ガーデンを「私の芸術における故郷 (my artistic home)」と呼んでいたが、20世紀に入るとコヴェント・ガーデンへの出演機会は次第に減少していった。その背景には、1910年から引退するまでオペラ・ハウスを支配し続けていたサー・トマス・ビーチャムとの不仲があった。メルバは、「私はビーチャムが嫌いですし、彼のやり口も嫌いです」と公言しており、ビーチャムはメルバのことを「偉大な芸術に必要なほとんどすべてを備えているが...本物の精神的洗練は欠けている」と見ていた。メルバの出番が少なくなった背景には、メルバより10歳若いソプラノ歌手ルイーザ・テトラッツィーニ (Luisa Tetrazzini) がシーンに登場したことも影響していた。テトラッツィーニは、メルバの跡を継ぐかのように、まずロンドンで、後にはニューヨークでも大成功を収めた。さらに、メルバ自身が、より多くの時間をオーストラリアで過ごすと決めたことも、出番の減少の3つめの理由となっていた。1909年、メルバは、自ら「感傷的公演旅行 (sentimental tour)」と称したオーストラリア・ツアーに臨み、移動距離は1万マイル（およそ1万6千キロメートル）に及び、数多くの辺鄙な町にまで足を伸ばした。1911年のオペラ・シーズンには、J・C・ウィリアムソン (J. C. Williamson) の歌劇団とともに公演した。メルバが、ツアーのコンサートや、そこに来る聴衆についてどのように思っていたのかは、オーストラリア・ツアーの計画があったクララ・バットにメルバが助言したとされる、「くだらないやつを歌っておやりなさい。そんなものしか、分かりゃしないんだから」という言葉に集約されている。やはり同僚で、同じオーストラリア出身であったピーター・ドーソン (Peter Dawson)には、ドーソンの出身地であるアデレードについて、「3つのPの町よね - Parsons（牧師）と、Pubs（パブ）と、Prostitutes（売春婦）」と言ったとされる。
1909年、メルバは、メルボルン郊外のビクトリア州コールドストリーム (Coldstream) という小さな町に土地を手に入れ、1912年ころにクーム・コテージ (Coombe Cottage) と称する家を建てた。メルバはまた、故郷リッチモンドに音楽学校を設立したが、この学校は、後にメルボルン音楽院  (Melbourne Conservatorium) に統合されることになる。第一次世界大戦が勃発したとき、メルバはオーストラリアにいたが、戦時下の慈善活動に挺身し、10万ポンドの寄付金を集めた。この功績が認められ、1918年3月に「愛国的事業を組織した功により」大英帝国勲章デイム・コマンダー (DBE) を受けた。
戦後、メルバはロイヤル・オペラ・ハウスに凱旋し、4年間閉鎖されていた劇場の再開を告げる、ビーチャム指揮による『ラ・ボエーム』に出演した。『タイムズ』紙は、「コヴェント・ガーデンのシーズンが、これほどまでの情熱的な興奮に満ちて始まったことは、これまでなかったことだろう」と報じた。しかし、メルバ自身のコンサートは、レパートリーが限られた、ありふれたものと受け止められるようになっていた。そうしたコンサートのひとつを取り上げた『ミュージカル・タイムス (The Musical Times)』紙は、次のように記した。
この日の午後の曲目の中でも特に音楽的興味を引いたのは、（シャルル・グノーのオペラ）『ファウスト』の「宝石の歌」、プッチーニの「Addio」、リューランス (Lieurance) の「ミネトンカの湖畔」、トスティの「Good-bye」、そして、予告されていた通りのアンコール、「埴生の宿」、「アニーローリー」だった。見出しの最後のところを見直してみよう。「The Diva to go home.（ディーヴァはもうすぐ帰国する）」。結講。よいではないか。ディーヴァ自身が旋律に載せて（何度も何度も）歌い上げているように、故郷に勝るものはない。「そして、百人の少女たちに自ら教える」もし、デイムがその百人の少女たちに自分の美声を授けることができたなら、これは結構なことだろう、しかし、ぜひとも音楽家を雇って彼女たちのレパートリーを広げてやってほしい。われわれは、1年後に、「ミネトンカ」や「宝石の歌」や「埴生の宿」ばかりを百人の新人歌手たちからいやというほど聴かされるのには耐えられないだろう。
1922年、メルバはオーストラリアに帰国し、大成功を収めた「民衆のためのコンサート (Concerts for the People)」をメルボルンとシドニーで開催し、低額に抑えたチケット料金によって、併せて7万人の聴衆を集めた。1924年には、再びウィリアムソンとともにシーズンに臨んだが、このときにはコーラス全員をナポリから招聘したことで、地元の歌手たちの顰蹙を買ってしまった。1926年、メルバは引退公演としてコヴェント・ガーデンに出演し、『ロメオとジュリエット』、『オテロ』、『ラ・ボエーム』からの場面を歌った。オーストラリアでは、引退を意味する「さよなら (farewell)」と銘打った公演を、きりがないと思われるほど延々と続けたことで語り草となったが、そうした公演には、1920年代半ばの様々な出演機会に加え、1928年8月7日のシドニーにおけるコンサート、1928年9月27日のメルボルンにおけるコンサート、1928年11月のジーロングにおけるコンサートが含まれている。このためオーストラリアでは、「デイム・ネリー・メルバよりも数多くのさよなら (more farewells than Dame Nellie Melba)」という言い回しが生まれた。
1929年、メルバは、最後となったヨーロッパへの旅からの帰路にエジプトを訪問したが、そこで熱病を患ってしまい、最期までこれから完治できなかった。ロンドンでの最後の公演は、1930年6月10日の慈善コンサートであった。メルバは、オーストラリアへ帰国できたが、1931年にシドニーの聖ヴィンセント病院 (St Vincent's Hospital) で69歳の生涯を閉じた。死因は、以前にヨーロッパで施術した顔面の外科手術がもとで悪化した敗血症であった。葬儀は、かつてメルバの父が建立し、メルバが十代のころに聖歌隊に加わっていたメルボルンのスコッツ教会 (Scots' Church) で盛大に行われた。葬儀の車列は1キロメートル以上に及び、オーストラリアのみならず、イギリス、ニュージーランド、ヨーロッパ各国でも、メルバの訃報が新聞の一面を飾った。各国の掲示板には、「メルバ死す (Melba is dead)」とだけ書かれた告知が張り出された。こうした諸々の行事の一部は、後々のために映画に記録された。メルバは、コールドストリームに近い、ビクトリア州リリーデール (Lilydale) の墓地に埋葬された。その墓石には、ミミの別れの言葉「Addio, senza rancor」が刻まれた。

## 教師、パトロンとして
メルバは、反感を買う存在でもあったが、同僚たちへ様々なインスピレーションを与えることもあり、また、若い歌手たちのキャリア形成を支援することもあった。メルバは、永くメルボルン音楽院で教え、「新たなメルバ」を探し求めた。メルバはまた、かつてマルケージのもとで教わったメソッドを踏まえ、自分のメソッドについての書籍を出版した。その冒頭には次のように記されていた。
上手に歌うのは簡単でも、下手に歌うことは難しい! この言葉を、本当に受け入れる準備ができている生徒さんはどれくらいいるでしょうか? いたとしても、ごく僅かでしょう。生徒たちは微笑んで、「先生には簡単でしょうが、私にとっては違います」と言います。生徒たちは、それでお終いだと思い込んでいるようです。でも、生徒たちの成功の半分は、この金言の本当に理解して受け入れるか否かにかかっています。同じことを言い換えれば、上手に歌うためには、簡単に歌うことが必要なのです。
他方では、メルバが賞賛したり関心を寄せたことで、恩恵を受けた人々もいた。メルバは自分の作ったカデンツァ類を後輩のガートルード・ジョンソン (Gertrude Johnson) に譲ったが、これは声楽家にとっては貴重なひと財産であった。1924年には、ミラノとパリで成功したばかりで、まだ英米では知られていなかった新人スタートティ・ダル・モンテ (Toti Dal Monte) を、メルバ＝ウィリアムソン大歌劇団の主役に抜擢してオーストラリアで公演させた。1923年に、やはりオーストラリア出身のソプラノ（ドラマティック・ソプラノであり、リリック・ソプラノであるメルバの地位を脅かすおそれがない存在）であるフローレンス・オーストラルと、コヴェント・ガーデンにおいてオペラの抜粋の舞台で共演した後、メルバはオーストラルを絶賛し、この若手歌手を「世界的にも、驚くべき声の持ち主のひとり」と賞賛した。同じようにメルバは、アメリカ合衆国のコントラルト、ルイーズ・ホーマーについても、「世界で一番美しい声」の持ち主だと述べた。メルバは、パリで貧困生活を送っていたオーストラリアの画家ヒュー・ラムゼー (Hugh Ramsay) を経済的に支援し、美術界に縁故を作っていく支援もした。オーストラリアのバリトン歌手ジョン・ブラウンリー (John Brownlee) や、 テノール歌手ブラウニング・ママリー (Browning Mummery) は、いずれもメルバの弟子であり、2人とも1926年のコヴェント・ガーデンにおける「お別れ」コンサート（HMV によって録音が残された）でメルバと共演しており、ブラウンリーは同年の遅い時期に行なわれた、メルバの最後の商業的録音に際して2曲の共演を残している（この録音セッションは、メルバ自身が手配したもので、ブラウンリーをプロモートする意図も含まれていた）。

## 録音と放送

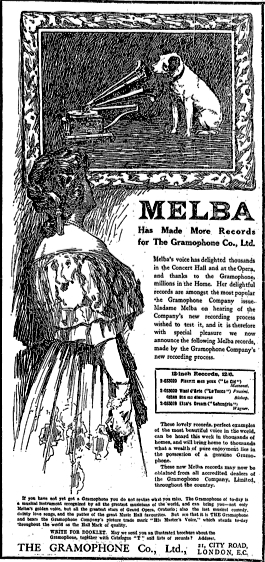
メルバが登場する蓄音機の新聞広告

メルバの初めての録音は、1895年ころ、ニューヨークのジャンニ・ベッティーニ (Gianni Bettini) のフォノグラフ研究所において、シリンダー（蝋管）に吹き込んだものであった。雑誌『Phonoscope』の記者は「「メルバ」とラベルが貼られた次のシリンダーは、まことに素晴らしいもので、彼女の素晴らしい声が驚くばかりの出来で再生されており、特に並外れた高音は豊かで明瞭であった」と印象を綴った。しかし、メルバ自身はさほど感銘を受けなかったようで、「引っ掻くような、苦しむ声のような出来を聞いて、私は「もう絶対やらない」と自分に言い聞かせました。こんな風に歌っているなんて私に言わないで頂戴ね、さもないとどっかの無人島に行って住んじゃうわよ」と述べた。この録音は一般の聴衆の耳には届かないまま、メルバの意向で廃棄されたものと推測されている。メルバはその後、8年間にわたって録音スタジオに入ろうとはしなかった。メルバの歌声は、音質が良くなかった初期の蓄音器のひとつで、メトロポリタン歌劇場の司書だったライオネル・メイプルソン (Lionel Mapleson) が作ったメイプルソン・シリンダーにも、オーディトリアムでの歌唱が数曲残されている。こうした録音は、音質は悪いが、後の商業的録音からは感じ取れない、若きメルバの声や歌い方の質を伝えるところがある。
1904年から1926年にかけて、メルバはイングランドやアメリカ合衆国で、グラモフォン&タイプライター・カンパニー (Gramophone & Typewriter Company)や、ビクター・レコードのために多数の蓄音機レコードを吹き込んだ。その大部分は、オペラのアリア、デュエット、アンサンブルの楽曲や歌で、ほとんどがCD化されている。メルバの録音の低い音質は、初期の商業的録音の限界を反映したものである 。特に最初期の1904年のセッションのものなど、メルバが残したアコースティック録音（機械式吹き込み） の音源は、声の力強い倍音を捉えきれず、実際の声がもっていたしっかりとした質感や温かみを、僅かにしか感じさせない。それでも、こうした録音によって、メルバがほとんど技巧を感じさせない純粋なリリック・ソプラノの声をもち、易々とコロラトゥーラをこなし、滑らかなレガートと正確なイントネーションを聞かせたことが伝わる。メルバは完璧なピッチ（音高）で歌い、批評家のマイケル・アスピノール (Michael Aspinall) は、メルバのロンドンでの録音がLP化された際に、この全集のセットを通して音が少し外れているところは2音しかない、と述べた。アデリーナ・パッティと同じような、また、声により多くビブラートをかけるルイーザ・テトラッツィーニ (Luisa Tetrazzini) とはまったく異なる、メルバの極めて純粋な音調は、合唱曲、賛美歌の強固な伝統に親しんでいるイギリスの聴衆が、メルバを特に偶像視した大きな理由だったものと考えられる。
1926年6月8日、コヴェント・ガーデンにおけるメルバの「さよならコンサート」は、HMVによって録音され、また、放送も行われた。このときのプログラムには、『ロメオとジュリエット』の2幕も入っていたが、テノールのチャールズ・ハケット (Charles Hackett) がHMVと契約していなかったので録音はされなかった。続いて『オテロ』第4幕冒頭（デズデモーナの「柳の歌」と「アヴェ・マリア」）、『ラ・ボエーム』第3幕、第4幕（共演は、オーロラ・レットーレ (Aurora Rettore)、ブラウニング・ママリー、ジョン・ブラウンリーほか）が歌われた。指揮はヴィンセンツォ・ベレッツァ (Vincenzo Bellezza) だった。終幕では、アルダリーのスタンレー卿 (Lord Stanley of Alderley) が正式な口上を述べ、メルバが感情のこもったお別れのスピーチをした。当時としては新しい試みとして、この公演の様子は有線でロンドン市内のグロスター・ハウス (Gloucester House)に送られ、そこでSP盤11面分が録音されたが、発売されたのはこのうち3面分だけであった。1976年のHMVの再発盤には、（ふたりのスピーチを含めて）この録音のすべてが収められた。
公演における歌唱のほとんどがそうであったように、録音においてもメルバは、20世紀初頭のイギリスにおいて標準的であったA=452Hz（「ラ」の音高を452ヘルツとするチューニング）でも、現代において標準となっているA=440Hzでもなく、「フレンチ・ピッチ」（A=435Hz）を採用していた。このことと、初期録音の様々な技術的限界（音盤は本来想定されている78回転より遅く/速く回して録音が行なわれる事もあったし、密閉された録音スタジオは音溝を刻む蝋管の蝋を柔らかい状態で保つため非常に暑く、録音セッションの最中に楽器の調律が無茶苦茶になってしまう事もよくあった）から、残された録音からメルバが実際に歌った速度と音高を復元するのは、単純な事ではない場合がある。
1920年6月15日、メルバは、チェルムスフォードにあったグリエルモ・マルコーニのニューストリート工場 (New Street Works) から、先駆的なラジオ放送を行ない、アリア2曲と有名なトリルを披露した。メルバは、国際的に著名なアーティストとしては、ラジオの生放送に参加した最初のひとりとなった。全国のラジオ愛好家たちがメルバを聴き、一説には、遠く離れたニューヨークでも受信されて聴かれたという。ラジオを聴いていた人々には、トリルと2曲のアリアが辛うじて聞こえていた。その後のメルバのラジオ出演としては、上述のコヴェント・ガーデンにおける「さよならコンサート」や、1927年のイギリス帝国に向けた放送（Empire Broadcast：当時のイギリス帝国全域における放送として、シドニーのAWAと2FCが1927年9月5日に放送し、ロンドンのBBCは時差の関係で9月4日に中継した）があった。

## 栄誉、記念物、伝統

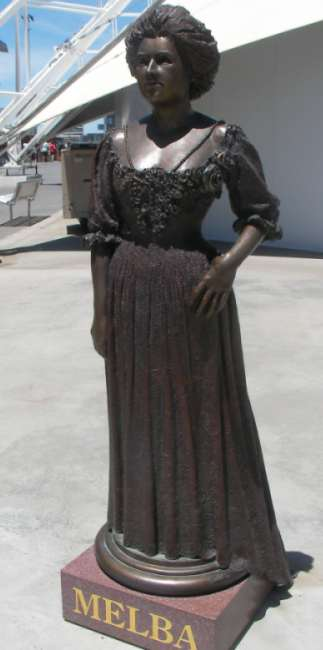
メルボルン、ドックランズ (Docklands)にあるウィーターフロント・シティ (Waterfront City) のメルバの像

1918年、メルバは、第一次世界大戦中の慈善活動に対して大英帝国勲章デイム・コマンダー (DBE) を受け、メイ・ウィッティとともにこの勲位を受けた最初の舞台芸能人となったが、1927年にはデイム・グランド・クロス (GBE) に昇格した。1927年4月、メルバは、オーストラリア人として初めて雑誌『タイム』の表紙を飾った。1962年には、メルバを記念したステンドグラスの窓が、「音楽家たちの教会 (the musicians' church)」として知られるロンドンのセント・セパルカー・ウィズアウト・ニューゲイト教会 (St Sepulchre-without-Newgate) の 音楽家記念礼拝堂 (the Musicians' Memorial Chapel) に設置された。メルバは、コヴェント・ガーデンのロイヤル・オペラ・ハウスの大階段に大理石の胸像が飾られた2人の歌手のひとりである。ちなみに、もうひとりはアデリーナ・パッティである。メルバが1906年に住んだキングストン・アポン・テムズ (Kingston upon Thames) クーム (Coombe) 地区ディーヴィ・クローズ (Devey Close) のクーンベ・ハウス (Coombe House) には、彼女を顕彰するブルー・プラークが設置されている。
メルバは、メルボルン音楽院 (the Melbourne Conservatorium) と密接なつながりがあったが、音楽院は1956年にメルバを讃えてメルバ記念音楽院 (Melba Memorial Conservatorium of Music) と改称した。メルボルン大学の音楽堂はメルバ・ホール (Melba Hall) と称されている。キャンベラ郊外の地区メルバ (Melba) は、彼女にちなんで命名された地名である。現在のオーストラリアの100ドル紙幣には、メルバの肖像は描かれており、また彼女の姿はオーストラリアの切手にも現れている 。シドニー・タウン・ホール (Sydney Town Hall) には、「メルバを思い出せ (Remember Melba)」と刻まれた大理石のレリーフがあるが、これは第二次世界大戦中に、メルバを記念し、また第一次世界大戦中の彼女の慈善活動や愛国的なコンサート活動を讃えて開かれたコンサートの際に、除幕されたものである。
メルバの名は、4品の料理にも冠されており、そのいずれもがフランスのシェフ、オーギュスト・エスコフィエがメルバを讃えて創作したものである。
- ピーチ・メルバ（ペーシュ・メルバ） - デザート
- メルバ・ソース (Melba sauce) - ラズベリーとアカスグリの甘いピュレ
- メルバトースト - さくさくとした乾いたトースト
- メルバ・ガーニチャー (Melba Garniture) - トマトに鶏肉、トリュフ、キノコ類を詰め、ヴルーテソースを添えたもの[63]

## 書籍、映画、テレビ
メルバの自伝『Melodies and Memories』は、1925年に出版されたが、これは当時彼女の秘書を務めていたビバリー・ニコルズ (Beverley Nichols) がゴーストライターとして大部分を書いたものであった。メルバについての本格的な伝記は、John Hetherington (1967)、Thérèse Radic (1986)、Ann Blainey (2009) など数点ある。
ニコルズが1932年に発表した小説『Evensong』は、メルバの日常生活のいくつかの側面を踏まえたもので、飾らない筆致で主人公を描いている。この小説をもとにした1934年の映画『夕暮れの歌』では、メルバをもとにした主人公をイヴリン・レイ (Evelyn Laye) が演じたが、この映画はしばらくの間、オーストラリアでは上映禁止となった。マーティン・ボイド (Martin Boyd) の1946年の小説『Lucinda Brayford』にも、メルバが出てくる。題名になっている主人公の両親 (Julie and Fred Vane) が開いたガーデン・パーティーにメルバが登場し、「Down in the Forest」、『ラ・ボエーム』のムゼッタの歌、最後に「埴生の宿」と数曲を歌う。メルバは「世界一愛らしい声」と描写されている。
1946年から1947年にかけて、クローフォード・プロダクション (Crawford Productions) は、メルバを取り上げた連続ラジオ番組を制作し、その後1956年にオーストラリアン・オペラ（the Australian Opera：後のオペラ・オーストラリア）の設立団員のひとりとなったグレンダ・レイモンド (Glenda Raymond) が主演を務めた。1953年には、メルバの伝記映画『メルバ』がルイス・マイルストン監督作品としてホライゾン映画 (Horizon Pictures) から公開された。この映画でメルバを演じたのは、アメリカ人ソプラノ歌手パトリス・マンセル (Patrice Munsel) であった。1987年には、オーストラリア放送協会 (ABC) がミニシリーズ『Melba』を制作し主演のリンダ・クロッパー (Linda Cropper) は、歌う場面ではイヴォンヌ・ケニー (Yvonne Kenny) の歌声にあわせてリップシンク（口パク）をした。2013年のITVのドラマ『ダウントン・アビー』シーズン4第3話ではキリ・テ・カナワによって演じられた。